# الکساندر مایتا
الکساندر مایتا (اسپانیایی: Alexander Mayeta‎؛ زادهٔ ۲۲ فوریه ۱۹۷۷) بازیکن بیسبال اهل کوبا بود.
وی در مسابقات کشوری و بین‌المللی در مجموع برندهٔ ۳ مدال طلا، ۲ مدال نقره شده‌است.